# 落合こず恵
落合 こず恵（おちあい こずえ、1975年4月15日 - ）は、日本のフリーアナウンサー。エス・オー・プロモーション所属。神奈川県平塚市出身。
明治学院大学社会学部卒業後、1999年に青森放送にアナウンサーとして入社。同期に同局元アナウンサーで現社員の青山英次、元同局アナウンサーの亀井薫、野口亜紀子がいる。
2004年に青森放送を退社したが、その後も同局の番組に出演することがある。

## 青森放送時代の担当番組
- 新鮮!パワフルワイド 古池雄とサタデー夢ラジオ
- こちらカラオケ屋本舗Bスタジオ（「ピンキー」として）
- 生テレビ
- RABニュースレーダー（キャスター）
- かっぺいの旅びたし（リポーター）
- ラジオ・チャリティー・ミュージックソン

## 退社後の出演番組
- 発見!ぐるっとe旅（青森放送、リポーター・ナレーション）
- 活彩あおもり（青森放送、リポーター）
- TOKYOインフォメーション（『TOKYOモーニングサプリ』内、TOKYO MX）
- 情報カフェ!湘南館（湘南ケーブルネットワーク）
- 交通安全 心にゆとり放送局（テレ玉、キャスター）
- 天気予報（新潟放送・石川テレビ、ナレーション）
- たんけんとちぎ（とちぎテレビ、リポーター）
- 江東ワイドスクエア（東京ベイネットワーク、リポーター・ナレーション）
- 知っトク!買っトク!アイデアセレクション（BS日テレ）